# Faisal al-Baden
Faisal al-Baden (arabisch فيصل البدين, DMG Faiṣal al-Badīn; * 28. November 1962) ist ein saudi-arabischer Fußballtrainer.

## Karriere
Nachdem die saudi-arabische Nationalmannschaft mit Cosmin Olăroiu als Cheftrainer bei der Asienmeisterschaft 2015 nach der Gruppenphase ausgeschieden war, trennten sich die Wege beider und für die nächsten beiden Partien der Mannschaft wurde al-Baden als Interimscoach verpflichtet. Der erste Einsatz an der Seitenlinie war für ihn am 30. März 2015 bei einem 2:1-Freundschaftsspielsieg über Jordanien. Danach agierte er noch einmal bei einem 3:2-Sieg über Palästina während der Qualifikation für die Weltmeisterschaft 2018 als Trainer. Nach den beiden Partien übernahm schließlich ab September 2015 Bert van Marwijk als Cheftrainer der Nationalmannschaft.
Stationen vor sowie nach seinem Posten als Interimstrainer sind bislang unbekannt.